# Маникаленд
Маникаленд (англ. Manicaland Province) — провинция в Зимбабве. Административный центр Маникаленда — город Мутаре.

## География
Провинция Маникаленд расположена на крайнем востоке Зимбабве, вдоль её границы с Мозамбиком. Площадь провинции составляет 36 459 км². На территории Маникаленда находится высочайшая гора Зимбабве — Иньянгани (высота 2596 метров).

## История
В XIX веке на территории нынешнего Маникаленда находилась британская колония Маникаленд.

## Население
По данным на 2013 год численность населения составляет 1 571 469 человек; преимущественно это представители народа шона.
Динамика численности населения провинции по годам:
| 1982      | 1992      | 2002      | 2013      |
| --------- | --------- | --------- | --------- |
| 1 099 202 | 1 526 275 | 1 566 889 | 1 571 469 |

## Административное деление
Провинция подразделяется на 7 районов: Бухера, Чиманимани, Чипинге, Макони, Мутаре, Мутаса и Ньянга.